# London Anniversary Games 2023
Il London Diamond League 2023 è stata la 53ª edizione dell'annuale meeting di atletica leggera, decima tappa del circuito Diamond League 2023. Le competizioni hanno avuto luogo presso il London Stadium di Londra, il 23 luglio 2023.

## Programma
| # | Orario | Specialità         |
| - | ------ | ------------------ |
| 1 | 12:54  | Lancio del disco   |
| 2 | 13:22  | Getto del peso     |
| 3 | 13:39  | Staffetta 4x100 m  |
| 4 | 14:14  | 1500 metri piani   |
| 5 | 14:22  | Salto in alto      |
| 6 | 14:53  | 110 metri ostacoli |
| 7 | 15:19  | 400 metri piani    |
| 8 | 15:59  | 200 metri piani    |

| # | Orario | Specialità         |
| - | ------ | ------------------ |
| 1 | 13:36  | Salto con l'asta   |
| 2 | 13:49  | Staffetta 4x100 m  |
| 3 | 14:04  | 400 metri ostacoli |
| 4 | 14:27  | 5000 metri piani   |
| 5 | 14:49  | Salto in lungo     |
| 6 | 15:03  | 3000 metri siepi   |
| 7 | 15:40  | 100 metri piani    |
| 8 | 15:51  | 800 metri piani    |

     Specialità valide per la Diamond League

## Risultati
Di seguito i primi tre classificati di ogni specialità.

### Uomini
| Specialità        |                   | Prestazione | 2º classificato    | Prestazione | 3º classificato                | Prestazione   |
| 200 m             | Noah Lyles        | 19"47       | Letsile Tebogo     | 19"50       | Zharnel Hughes                 | 19"73         |
| 400 m             | Wayde van Niekerk | 44"37       | Bryce Deadmon      | 44"40       | Vernon Norwood                 | 44"46         |
| 1500 m            | Yared Nuguse      | 3'30"44     | Narve Gilje Nordås | 3'30"58     | Neil Gourley                   | 3'30"60       |
| 110 m hs          | Grant Holloway    | 13"01       | Shunsuke Izumiya   | 13"06       | Jamal Britt                    | 13"25         |
| Staffetta 4x100 m | Giappone          | 37"80 =     | Gran Bretagna 1    | 38"00       | Gran Bretagna 2                | 38"14         |
| Salto in alto     | JuVaughn Harrison | 2,35 m      | Mutaz Essa Barshim | 2,33 m      | Thomas Carmoy Joel Clarke-Khan | 2,27 m 2,27 m |
| Getto del peso    | Ryan Crouser      | 23,07 m     | Tomas Walsh        | 22,58 m     | Joe Kovacs                     | 21,87 m       |
| Lancio del disco  | Daniel Ståhl      | 67,03 m     | Denny Matthews     | 66,77 m     | Kristjan Čeh                   | 66,02 m       |

     Prestazione che stabilisce il nuovo record del meeting.

### Donne
| Specialità        |                    | Prestazione | 2º classificato    | Prestazione | 3º classificato     | Prestazione |
| 100 m             | Marie-Josée Ta Lou | 10"75 =     | Dina Asher-Smith   | 10"85       | Shericka Jackson    | 10"94       |
| 800 m             | Jemma Reekie       | 1'57"30     | Natoya Goule       | 1'57"61     | Halimah Nakaayi     | 1'57"62     |
| 5000 m            | Gudaf Tsegay       | 14'12"29    | Beatrice Chebet    | 14'12"92    | Sifan Hassan        | 14'13"42    |
| 400 m hs          | Femke Bol          | 51"45       | Janieve Russell    | 53"75       | Shamier Little      | 53"76       |
| 3000 m siepi      | Jackline Chepkoech | 8'57"35     | Beatrice Chepkoech | 9'04"34     | Aimee Pratt         | 9'16"10     |
| Staffetta 4x100 m | Paesi Bassi        | 42"38 =     | Stati Uniti        | 42"47       | Gran Bretagna 1     | 42"59       |
| Salto in lungo    | Quanesha Burks     | 6,98 m      | Brooke Buschkuehl  | 6,72 m      | Tara Davis-Woodhall | 6,72 m      |
| Salto con l'asta  | Wilma Murto        | 4,80 m      | Katie Moon         | 4,80 m      | Tina Šutej          | 4,71 m      |

     Prestazione che stabilisce il nuovo record del meeting.